# Halluin

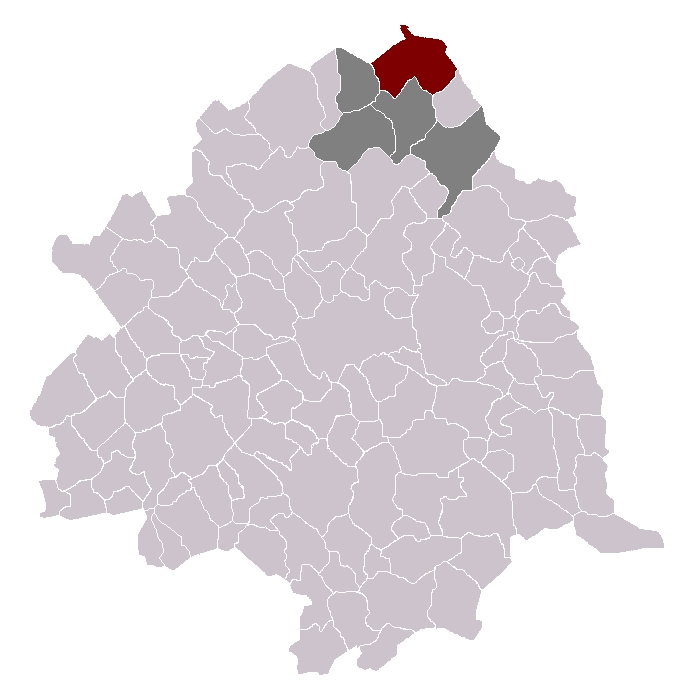
Ubicació de Halluin dins del cantó i el districte

Halluin (en neerlandès: Halewijn) és un municipi francès, situat a la regió dels Alts de França, al departament del Nord. L'any 2006 tenia 19.879 habitants. Limita al sud-est amb Neuville-en-Ferrain, al sud amb Roncq i al sud-oest amb Bousbecque.

## Demografia
| Evolució de la població INSEE |       |       |       |       |       |       |       |       |
| 1793                          | 1800  | 1806  | 1821  | 1831  | 1836  | 1841  | 1846  | 1851  |
| 3 030                         | 2 459 | 2 831 | 3 242 | 3 750 | 4 240 | 4 264 | 4 851 | 5 408 |

| 1856  | 1861   | 1866   | 1872   | 1876   | 1881   | 1886   | 1891   | 1896   |
| ----- | ------ | ------ | ------ | ------ | ------ | ------ | ------ | ------ |
| 8 410 | 10 803 | 13 673 | 12 946 | 13 771 | 14 020 | 14 678 | 14 841 | 15 781 |

| 1901   | 1906   | 1911   | 1921   | 1926   | 1931   | 1936   | 1946   | 1954   |
| ------ | ------ | ------ | ------ | ------ | ------ | ------ | ------ | ------ |
| 16 599 | 16 158 | 15 480 | 13 760 | 13 932 | 13 588 | 13 278 | 12 935 | 13 345 |

| 1962   | 1968   | 1975   | 1982   | 1990   | 1999   | 2006 | 2011 | 2016 |
| ------ | ------ | ------ | ------ | ------ | ------ | ---- | ---- | ---- |
| 14 138 | 14 829 | 15 491 | 16 444 | 17 629 | 18 997 | -    | -    | -    |

| 2019 | - | - | - | - | - | - | - | - |
| ---- | - | - | - | - | - | - | - | - |
| -    | - | - | - | - | - | - | - | - |

## Administració
| Període   | Identitat           | Partit |
| --------- | ------------------- | ------ |
| 1989-2001 | Alexandre Faidherbe | PS     |
| 2001-     | Jean-Luc Deroo      | PS     |

## Agermanaments
- Menen
- Erkenschwick (1969)
- North-Tyneside (1994)
- Pniewy (1998)
- Lübbenau (2000)
- Kočevje (2000)
- NKong-Zem (2001).